# Propietat associativa
En matemàtiques, l'associativitat o propietat associativa és una propietat que pot tenir una operació binària. Significa que quan una expressió conté dos o més elements seguits dels mateixos operadors associatius, l'ordre de les operacions no altera el resultat, sempre que no es modifiqui la seqüència dels operands. És a dir, canviar els parèntesis en una expressió no modifica el resultat. Per exemple
{\displaystyle (5+2)+1=5+(2+1)=8}
Tot i que els parèntesis han estat canviats, el resultat de l'expressió no ha estat alterat. Com que la suma de nombres reals satisfà aquesta propietat, diem que "la suma de nombres reals és una operació associativa".
L'associativitat no ha de ser confosa amb la commutativitat. La commutativitat permet canviar l'ordre o la seqüència dels operands de l'expressió, metre que l'associativitat no ho permet. Per exemple,
{\displaystyle (5+2)+1=5+(2+1)}
és un exemple d'associativitat perquè els parèntesis han estat canviats (i per tant l'ordre en què s'efectuen les operacions), mentre que els operands 5, 2 i 1 apareixen en el mateix ordre d'esquerra a dreta a l'expressió. En canvi
{\displaystyle (5+2)+1=(2+5)+1}
no és un exemple d'associativitat, sinó que de commutativitat, perquè la seqüència de l'operand canvia quan el 2 i el 5 intercanvien les posicions.
Les operacions associatives són abundants en matemàtiques, i de fet la majoria de les estructures algebraiques requereixen explícitament que les seves operacions binàries siguin associatives. Tanmateix, moltes operacions destacades són no-associatives; un exemple estàndard és el del producte vectorial.

## Definició
Formalment, una operació binària {\displaystyle *\!\!\!} en un conjunt S s'anomena associativa si satisfà la propietat associativa:
{\displaystyle (x*y)*z=x*(y*z)\qquad {\mbox{per a tots }}x,y,z\in S.}
L'ordre en què s'efectuen les operacions no afecta el valor de les expressions, i es pot veure que succeeix el mateix per a expressions que contenen qualsevol nombre d'operacions {\displaystyle *\!\!\!}. Així, quan {\displaystyle *\!\!\!} és associativa, no cal especificar l'ordre en què s'efectuen les operacions i es poden ometre els parèntesis sense caure en una ambigüitat. Així, es pot escriure simplement
{\displaystyle x*y*z.\,}
Tanmateix, és important destacar que canviar l'ordre en què s'efectuen les operacions no implica que es pugui canviar les operacions pròpiament tot movent els operands en l'expressió.

## Exemples
Els següents són alguns exemples d'operacions associatives.
- En aritmètica, la suma i la multiplicació de nombres reals és associativa. És a dir :

{\displaystyle \left.{\begin{matrix}(x+y)+z=x+(y+z)=x+y+z\quad \\(x\,y)z=x(y\,z)=x\,y\,z\qquad \qquad \qquad \quad \ \ \,\end{matrix}}\right\}{\mbox{per a tots }}x,y,z\in \mathbb {R} .}
- La suma i multiplicació de nombres complexos i quaternions és associativa. La suma d'octonions també és associativa, però el producte d'octonions és no-associativa.

- El màxim comú divisor i el mínim comú múltiple són funcions associatives.

{\displaystyle \left.{\begin{matrix}\operatorname {MCD} (\operatorname {MCD} (x,y),z)=\operatorname {MCD} (x,\operatorname {MCD} (y,z))=\operatorname {MCD} (x,y,z)\ \quad \\\operatorname {mcm} (\operatorname {mcm} (x,y),z)=\operatorname {mcm} (x,\operatorname {mcm} (y,z))=\operatorname {mcm} (x,y,z)\quad \end{matrix}}\right\}{\mbox{ per a tots }}x,y,z\in \mathbb {Z} .}
- Com que les transformacions lineals són funcions que poden ésser representades per multiplicacions de matriu, les quals representen la composició funcional, es pot deduir directament que la multiplicació de matrius és associativa.

- La intersecció de la unió de conjunts és associativa:

{\displaystyle \left.{\begin{matrix}(A\cap B)\cap C=A\cap (B\cap C)=A\cap B\cap C\quad \\(A\cup B)\cup C=A\cup (B\cup C)=A\cup B\cup C\quad \end{matrix}}\right\}{\mbox{per a tots els conjunts }}A,B,C.}
- Si M és un conjunt i S denota el conjunt de totes les funcions d'M a M, aleshores la composició funcional en S és associativa:

{\displaystyle (f\circ g)\circ h=f\circ (g\circ h)=f\circ g\circ h\qquad {\mbox{per a tots }}f,g,h\in S.}
- Una mica més generalment, donats quatre conjunts M, N, P i Q, tals que h: M a N, g: N a P, i f: P a Q, aleshores

{\displaystyle (f\circ g)\circ h=f\circ (g\circ h)=f\circ g\circ h}
com abans. En resum, la composició d'aplicacions sempre és associativa.
- Si es considera un conjunt amb tres elements A, B, i C. La següent operació és associativa:

| + |   |   |   |
| × | A | B | C |
| A | A | A | A |
| B | A | B | C |
| C | A | A | A |

Així, per exemple, A(BC)=(AB)C. Aquesta aplicació no és commutativa.

## No-associativitat
Una operació binària {\displaystyle *} en un conjunt S que no satisfà la propietat associativa se l'anomena no-associativa. Simbòlicament,
{\displaystyle (x*y)*z\neq x*(y*z)\qquad {\mbox{per alguns }}x,y,z\in S.}
Per una operació com aquesta, l'ordre en què s'efectuen les operacions sí que influeix en el resultat. La resta, la divisió i l'exponenciació són exemples destacats d'operacions no associatives:
{\displaystyle {\begin{matrix}(5-3)-2\neq 5-(3-2)\quad \\(4/2)/2\neq 4/(2/2)\qquad \qquad \\2^{(1^{2})}\neq (2^{1})^{2}.\quad \qquad \qquad \end{matrix}}}
En general, els parèntesis s'usen per indicar l'ordre en què s'efectuen les operacions si una operació no-associativa apareix més d'una vegada en una expressió. Tanmateix, els matemàtics en general es posen d'acord en un ordre preestablert en diverses operacions no-associatives. Això no és més que una convenció sintàctica per tal d'evitar haver d'escriure parèntesis.
Una operació associativa per l'esquerra és una operació no-associativa que per convenció s'avalua d'esquerra a dreta. Per exemple:
{\displaystyle \left.{\begin{matrix}x*y*z=(x*y)*z\qquad \qquad \quad \,\\w*x*y*z=((w*x)*y)*z\quad \\{\mbox{etc.}}\qquad \qquad \qquad \qquad \qquad \qquad \ \ \,\end{matrix}}\right\}{\mbox{per a tots }}w,x,y,z\in S}
mentre que una operació associativa per la dreta és una operació que s'avalua de dreta a esquerra per convenció:
{\displaystyle \left.{\begin{matrix}x*y*z=x*(y*z)\qquad \qquad \quad \,\\w*x*y*z=w*(x*(y*z))\quad \\{\mbox{etc.}}\qquad \qquad \qquad \qquad \qquad \qquad \ \ \,\end{matrix}}\right\}{\mbox{per a tots }}w,x,y,z\in S}
Existeixen casos d'operacions associatives tant per l'esquerra com per la dreta. Més endavant se'n mostren alguns exemples.

## Més exemples
Algunes operacions associatives per l'esquerra:
- Resta i divisió de nombres naturals:

{\displaystyle x-y-z=(x-y)-z\qquad {\mbox{per a tots }}x,y,z\in \mathbb {R} ;}
{\displaystyle x/y/z=(x/y)/z\qquad \qquad \quad {\mbox{per a tots }}x,y,z\in \mathbb {R} {\mbox{ on }}y\neq 0,z\neq 0.}
Algunes operacions associatives per la dreta:
- Exponenciació de nombres reals:

{\displaystyle x^{y^{z}}=x^{(y^{z})}.\,}
La raó per la qual l'exponenciació és associativa per la dreta és perquè una operació d'exponenciació per l'esquerra repetida seria menys útil. Múltiples aparicions es podrien reescriure amb multiplicacions:
{\displaystyle (x^{y})^{z}=x^{(yz)}.\,}
Operacions no-associatives per les que no existeixen convencions per l'ordre d'efectuar les operacions inclouen les següents.
- Prendre la mitjana aritmètica de nombres reals:

{\displaystyle {(x+y)/2+z \over 2}\neq {x+(y+z)/2 \over 2}\neq {x+y+z \over 3}\qquad {\mbox{per algunes variables }}x,y,z\in \mathbb {R} .}
- Prendre el complementari de conjunts:

{\displaystyle (A\backslash B)\backslash C\neq A\backslash (B\backslash C)\qquad {\mbox{per alguns conjunts }}A,B,C.}
La part verda del diagrama de Venn de l'esquerra representa (A\B)\C. La part verda del diagrama de Venn de la dreta representa A\(B\C).